# Prison de Towhid
La prison de Towhid  es une ancienne prison non officielle située à Téhéran en Iran. Le mot towhid se réfère à un des cinq piliers de l'islam, l'unité de Dieu, de la nature et de l'Homme. 
Il est rapporté[Par qui ?] que cet établissement serait fermé depuis août 2000, après que Roozbeh Farahanipour (en) a présenté son rapport à Amnesty International et à d'autres associations qui luttent pour les droits de l'homme,.
Des cas de mauvais traitements et de torture infligés à des étudiants en prison ont été rapportés.

## Galerie

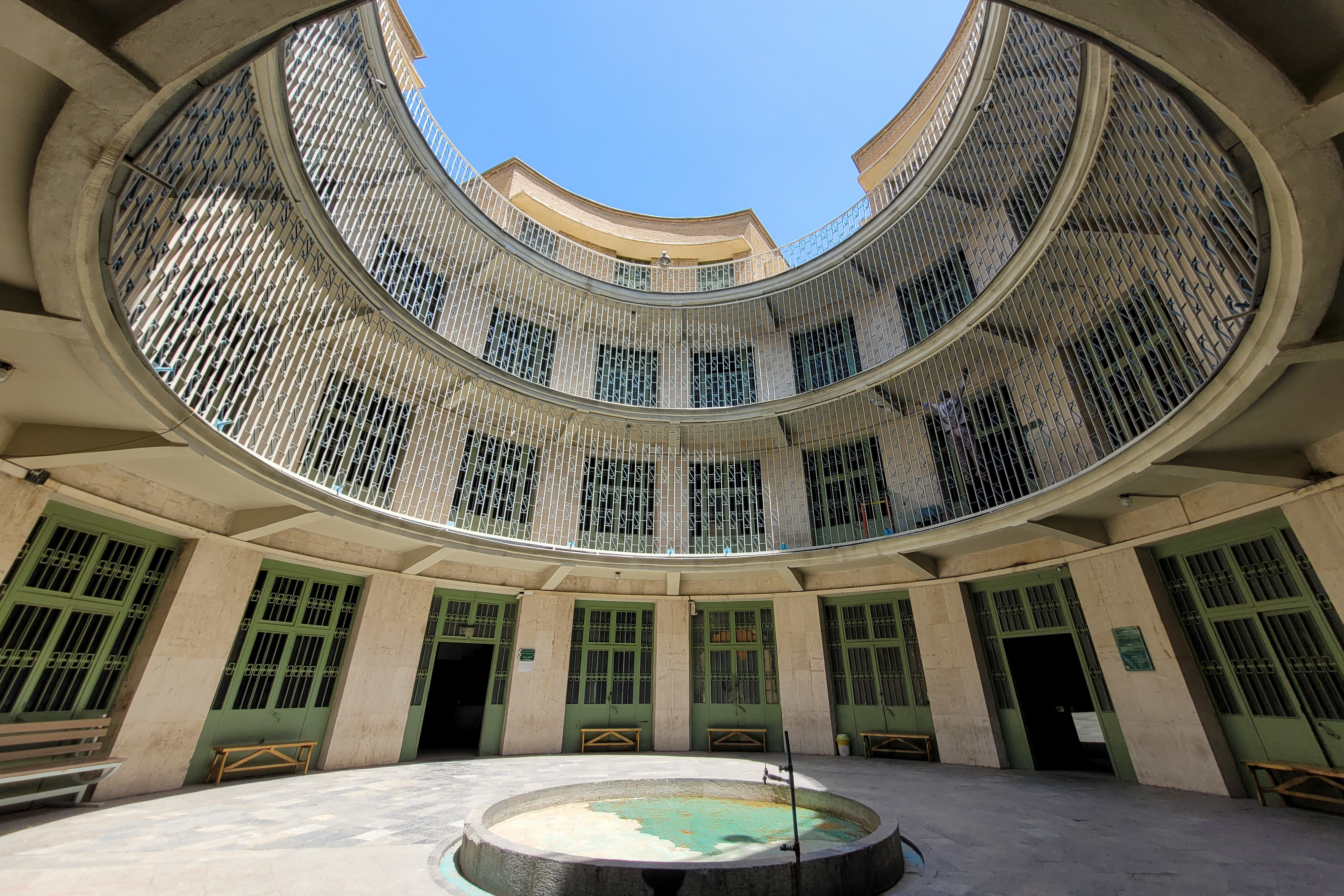
La cour intérieure.
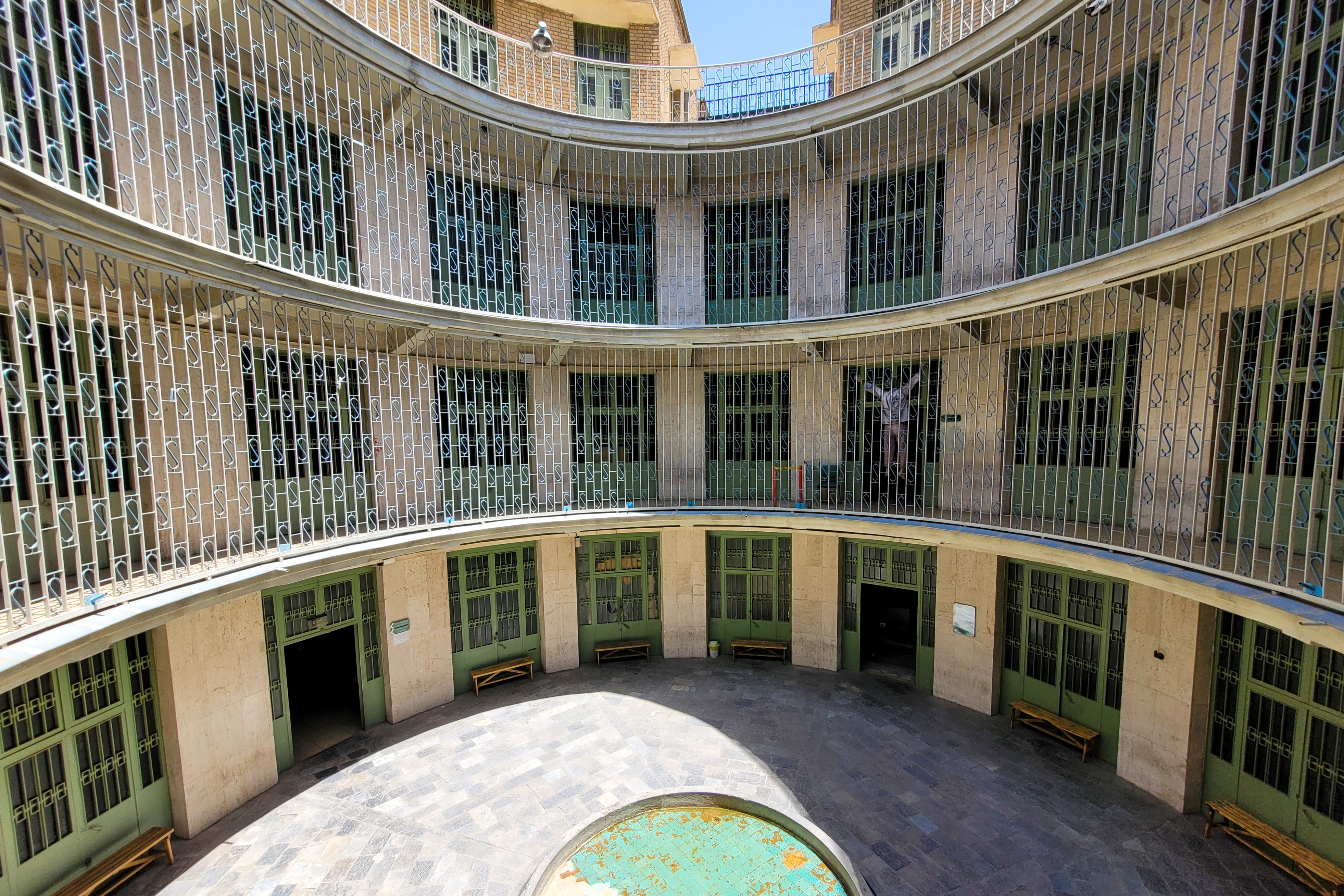
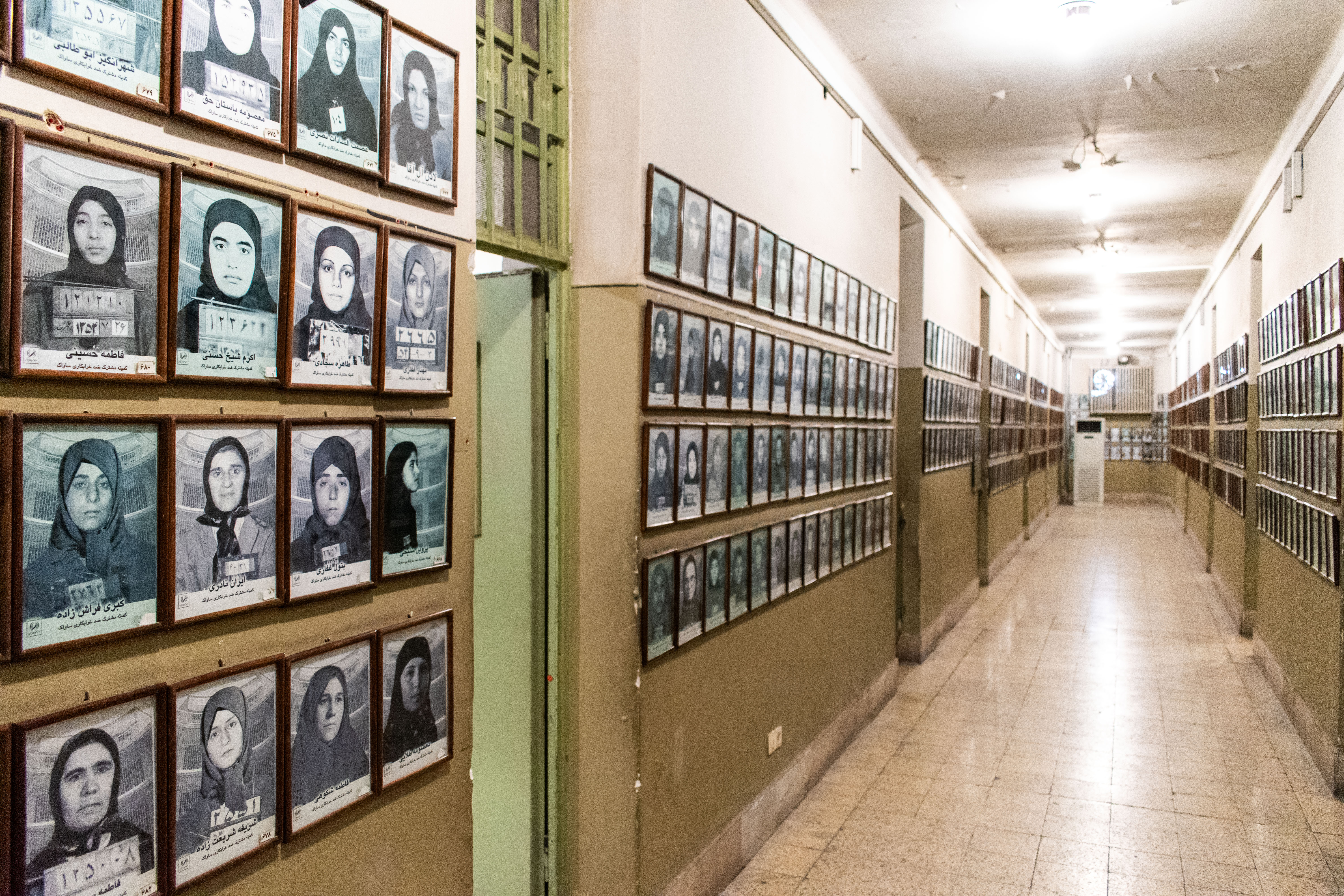
Des photographies d'identité judiciaire d'anciens détenus.
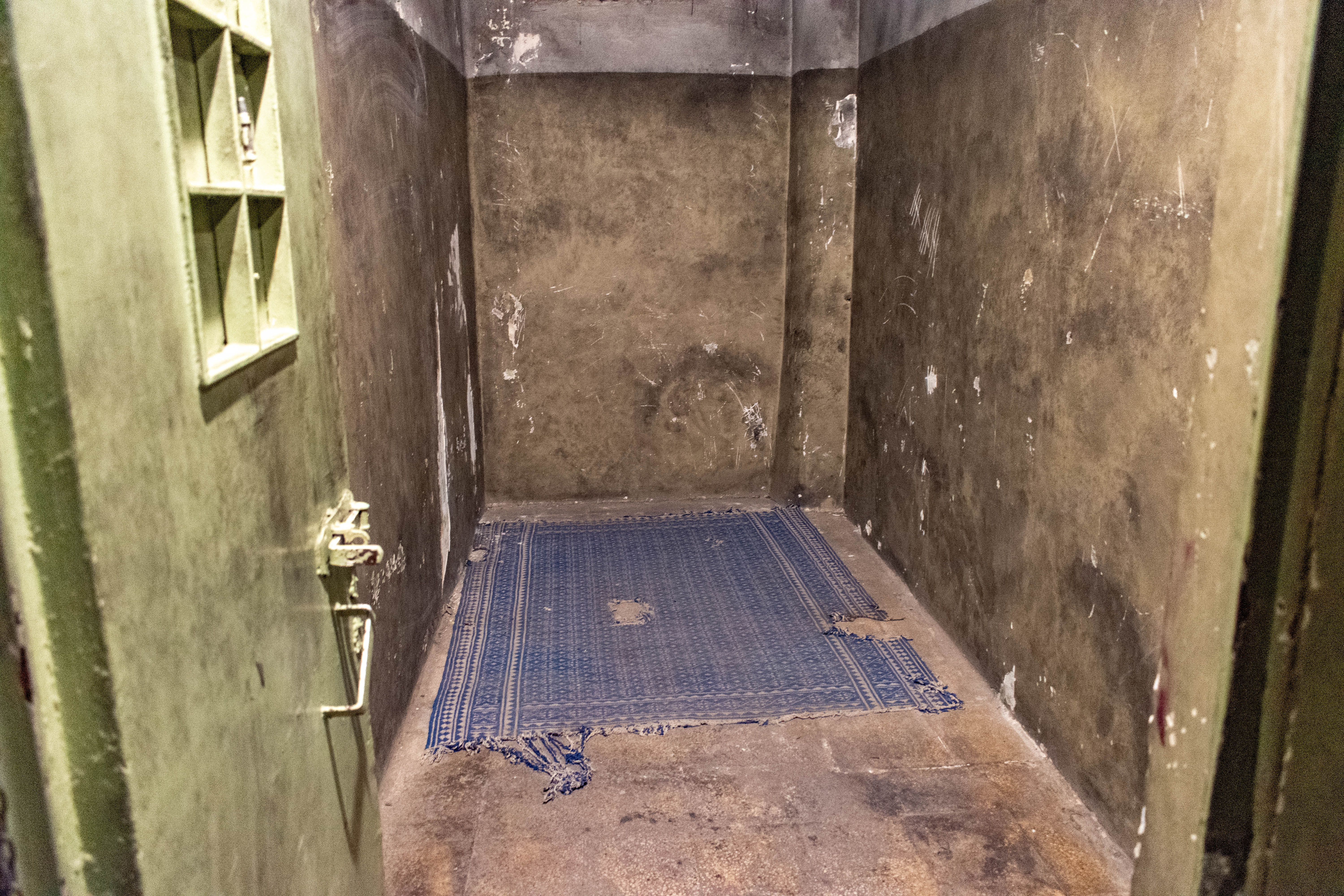
Une cellule.
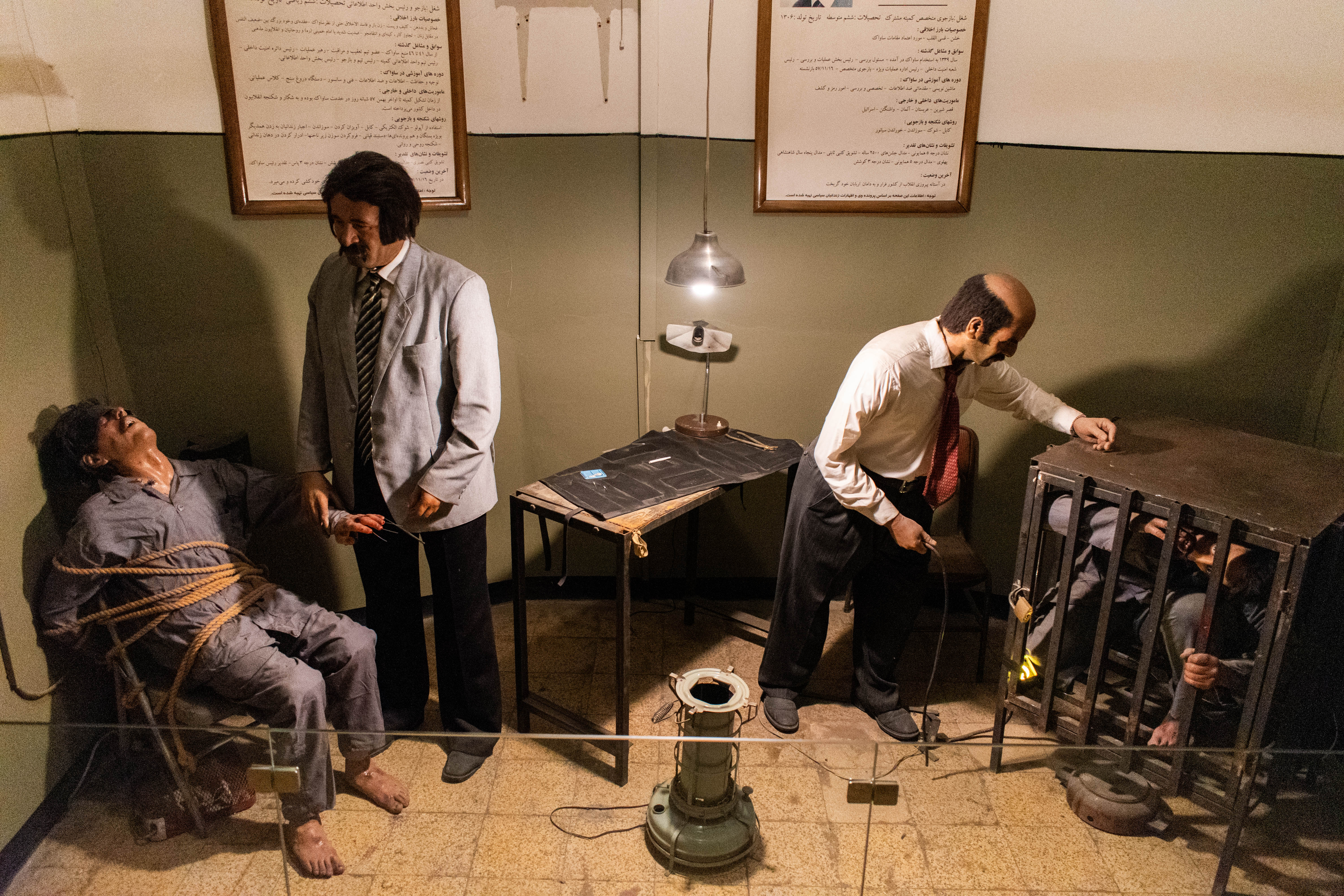
La salle de torture.